# Войводово (Хасковська область)
Войво́дово (болг. Войводово) — село в Хасковській області Болгарії. Входить до складу общини Хасково.

## Населення
За даними перепису населення 2011 року у селі проживали 1200 осіб.
Національний склад населення села:
| Національність   | Кількість осіб | Відсоток |
| ---------------- | -------------- | -------- |
| турки            | 643            | 55,9%    |
| цигани           | 316            | 27,5%    |
| болгари          | 189            | 16,4%    |
| Всього відповіли | 1150           |          |

Розподіл населення за віком у 2011 році:
Динаміка населення: